# Estación de Viana do Castelo
La Estación Ferroviaria de Viana do Castelo, también referida como Estación de Viana do Castelo o Estación de Viana, se localiza en la Avenida de la Estación del Ferrocarril, en la ciudad de Viana do Castelo, distrito del mismo nombre, en Portugal.

## Características
Es una infraestructura integrante de la Línea del Miño. En 2010, comprendía tres vías de circulación, dos con 275 metros, y la restante, con 366 metros de longitud; las plataformas tienen todas 40 centímetros de altura y 223 metros de extensión.
En marzo de 2011 era atendida por servicios Regionales, Interregionales e Internacionales de la operadora Comboios de Portugal.

## Véase también

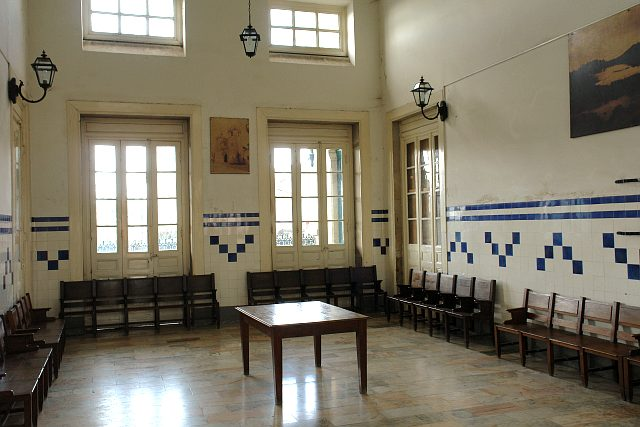
Interior de la Estación de Viana do Castelo